# Фосийон, Анри
Анри Фосийон (фр. Henri Focillon, 7 сентября 1881, Дижон — 3 марта 1943, Нью-Хейвен) — французский историк и теоретик искусства, учёный-медиевист, исследователь французской готики, поэт, эссеист.

## Биография
Сын и ученик рисовальщика и гравёра Виктора-Луи Фосийона (1849—1918). Благодаря отцу с детства был знаком с многими художниками, в том числе с Огюстом Роденом и Эдуаром Вюйяром. Учился в парижских лицеях Карла Великого и Генриха IV. В 1906 году закончил Высшую нормальную школу (École normale supérieure) в Париже. Преподавал в Бурже, Шартре. В 1918 году защитил диссертацию по творчеству Дж. Б. Пиранези.
Работал директором Музея изящных искусств в Лионе и профессором истории искусств Лионского университета, а также Школы изящных искусств в Лионе. Преподавал в Сорбонне, сменив Эмиля Маля, и в Коллеж де Франс в Париже. Читал лекции в США. Когда началась Вторая мировая война, остался в Америке, преподавал в Йельском университете. Весной 1941 года Фосийон был назначен старшим научным сотрудником в Думбартон-Оксе, международном центре византинистики в пригороде Вашингтона, управляемом попечителями Гарвардского университета.
Анри Фосийон сформировал целое поколение историков искусства. Среди его учеников — Андре Шастель, Юргис Балтрушайтис-младший (он был женат на дочери Фосийона Элен), Джордж Кублер, Луи Гродецки и многие другие.

## Исследовательский метод
В 1931 году Анри Фосийон опубликовал книгу «Искусство романской скульптуры. Исследования по истории форм» (L’Art des sculpteurs romans : Recherches sur l’histoire des forms; Paris: Presses universitaires de France). В этой работе Фосийон продемонстрировал новый подход к изучению произведений искусства, основанный на «чистой визуальности» (нем. reinen Sichtbarkeit), принципе, разработанным участниками «Римского кружка»: философом Конрадом Фидлером и скульптором-теоретиком Адольфом фон Гильдебрандом, вслед за которыми создавал свою теорию и Генрих Вёльфлин. Фосийон утверждал, что романское искусство представляет собой оригинальный художественный стиль, основанный на особых способах формообразования: «правиле обрамления», «правиле многочисленных касаний»… Затем последовала работа «Жизнь форм» (1934) и незавершённая книга «Искусство Запада» (1938), в которых автор сумел показать полную картину «биологического ритма», объединяющего развитие искусство всех эпох, направлений, стилей и национальных школ.
А. Фосийон испытал влияние интуитивистской философии А. Бергсона. Он был убеждён, что истинный гений художника «парит» над действительностью и материальными обстоятельствами жизни, он живёт вне конкретной исторической эпохи и даже личности самого творца. Фосийон был блестящим лектором. Жермен Базен писал о нём: «Он научил нас видеть. В тридцатых годах Фосийон предложил французской науке принципы интерпретации произведения искусства исходя из его собственных, имманентно присущих ему законов, интерпретации, основанной исключительно на анализе зрительных впечатлений… Он выставлял чистую форму во всей её ослепительной наготе».
А. Фосийон писал: «Творчество художника не связано напрямую с особенностями его личности, а эпоха, в которую он живёт, представляет собой всего лишь временной отрезок. Всякое определение творчества, связанное с эпохой, ограничивает творческую личность, приуменьшает её значение». Категория времени в представлении Фосийона представляет собой не историческую константу, а переменную величину. Ибо, по его словам, «история — это борьба своевременного, преждевременного и запоздавшего».
Школа Фосийона, таким образом, противостояла иконографическому методу Эмиля Маля, позитивизму И. Тэна и культурологической концепции М. Дворжака.

## Основные труды
- 1914: Хокусай (Hokusai)
- 1918: Джованни Баттиста Пиранези (Giovanni-Battista Piranesi)
- 1921: Буддийское искусство (L’art bouddhique)
- 1927: Живопись XIX века: Возвращение в античность, романтизм (La peinture au XIX siècle: La retour à l’antique, le romanticism)
- 1928: Живопись XIX и XX веков от реализма до наших дней (Le peinture aux XIX et XX siècles du réalisme à nos jours)
- 1931: Искусство романской скульптуры. Исследования по истории форм (L’Art des sculpteurs romans: Recherches sur l’histoire des forms)
- 1933: (в соавторстве с А. Перен и Г. Коен) Западная цивилизация в Средние века с XI до середины XV века (La civilisation occidentale au moyen âge du XIe au milieu du XVe siècle)
- 1934: Жизнь форм (Vie des Formes)
- 1938: Искусство Запада, Средние века, романское и готическое (Art d’Occident, le moyen âge, roman et gothique)
- 1941: Инаугурационные чтения в Думбартон-Окс (Dumbarton Oaks inaugural lectures)
- 1943: Средние века, выжившие и пробуждённые: Этюды по искусству и истории (Moyen âge, survivances et reveils: études d’art et d’histoire)
- 1945: Отзыв для Франции (Témoignage pour la France)
- 1957: От Калло до Лотрека: Перспективы французского искусства (De Callot à Lautrec: perspectives de l’art français)

## Публикации на русском языке
- Жизнь форм. Похвальное слово руке. М.: Московская коллекция, 1995

## Признание
В январе-апреле 2004 в Музее изящных искусств Лиона прошла большая выставка Жизнь форм: Анри Фосийон и искусство, сопровождавшаяся работой международного коллоквиума, посвящённого наследию учёного. В апреле того же года в Ферраре прошла международная конференция Фосийон и Италия.